# Реймонд Генрі Джарвіс
Генрі Джарвіс Реймонд (24 січня 1820 — 18 червня 1869) — американський журналіст, політик і співзасновник «The New York Times», яку він заснував разом із Джорджем Джонсом. Був членом Асамблеї штату Нью-Йорк, лейтенантом-губернатором Нью-Йорка, головою Республіканського національного комітету та обраний до Палати представників США. За його внесок у формування Республіканської партії. Іноді його називають «хрещеним батьком Республіканської партії».